# Maurice Tillieux
Maurice Tillieux   (Huy, 7 d'agost de 1921 - Tours, 2 de febrer de 1978), que signava com Tillieux, va ser un autor de còmics belga de l'anomenada "escola de Marcinelle". Va ser el creador de la sèrie Gil Pupil·la.

## Obra
Gràficament, Tillieux es pot considerar un exponent de la línia clara, encara que utilitzés més sovint que altres dibuixants d'aquesta escola els efectes d'ombra i de llum. Però el seu estil es va caracteritzar sobretot per la qualitat de les seves intrigues policíaques, amb diàlegs alhora secs i humorístics, així com per la seva capacitat en restituir l'atmosfera de la França industriosa dels anys 50, que impregna tota la seva obra. Apassionat d'automòbils, va dibuixar amb talent la majoria dels vehicles mítics de la postguerra.
Tillieux va exercir principalment en dos dominis: la sèrie policíaca humorística, amb les seves creacions Fèlix, Marc Jaguar i sobretot Gil Pupil·la, i els acudits de mitja pàgina amb el seu antiheroi Cèsar i la sèrie Marc Lebut et son voisin, que presentava les aventures d'un Ford T.
Va morir el 1978, d'un accident de cotxe.